# Zvonka
Zvonka je  žensko osebno ime.

## Izvor imena
Ime Zvonka je skrajšana oblika oziroma tvorjenka s sufiksom na -ka iz slovanskih zloženih imen s prvo sestavino morfema Zvoni-, ki je velelnik glagola zvoniti.

## Različice imena
Zvona, Zvonimira, Zvonimirka, Zvonislava, Zvonkica

## Pogostost imena
Po podatkih Statističnega urada Republike Slovenije je bilo na dan 31. decembra 2007 v Sloveniji število ženskih oseb z imenom Zvonka: 1.101. Med vsemi ženskimi imeni pa je ime Zvonka po pogostosti uporabe uvrščeno na 176. mesto.

## Osebni praznik
V koledarju je ime Zvonka uvrščeno k imenu Anton; god praznuje 17. januarja.